# Большой Кырог
Большой Кырог — река в России, протекает по Соликамскому району Пермского края. Устье реки находится в 191 км от устья Глухой Вильвы по левому берегу. Длина реки составляет 13 км.
Исток реки в отрогах Северного Урала на границе с Александровским районом в 30 км к востоку от села Половодово. Исток лежит на водоразделе Вишеры и Яйвы, рядом с истоком Большого Кырога берут начало несколько небольших притоков Ульвича и река Ик. Река течёт на запад и северо-запад по ненаселённой местности, среди холмов, покрытых елово-берёзовой тайгой. Впадает в Глухую Вильву выше посёлка Усть-Сурмог.

## Данные водного реестра
По данным государственного водного реестра России относится к Камскому бассейновому округу, водохозяйственный участок реки — Кама от водомерного поста у села Бондюг до города Березники, речной подбассейн реки — бассейны притоков Камы до впадения Белой. Речной бассейн реки — Кама.
Код объекта в государственном водном реестре — 10010100212111100005362.